# Питковский, Михаил Феликсович
Михаил Феликсович Питковский (июнь 1897, Одесса — 7 мая 1938) — советский политический и партийный деятель.

## Биография
Родился в июне 1897 года в городе Одессе. Из мещан.
С июня 1917 года — старший милиционер Коломенского отделения милиции в Петрограде.
С июня 1918 года по апрель 1919 года — учился на химическом факультете Одесского университета, но не окончил учёбу.
С апреля 1919 года — в РККА. С августа 1919 — член ВКП(б). С сентиября 1920 года по май 1921 года — начальник Политического отдела запасной бригады броневых и танковых орудий в Киеве, затем, с мая 1921 года — начальник Политического отдела Броневых Сил РККА, заместитель начальника Бронесил РККА.
С мая 1921 года по февраль 1922 года — начальник Бюро печати и информации Полномочного представительства РСФСР в Бухарской НСР.
С февраля по август 1922 года — инструктор Краснопресненского районного комитета РКП(б) в Москве.
С августа 1922 года по август 1923 года — управляющий делами Московского городского Совета профсоюзов.
В 1922—1925 годах — учёба на химическом факультете Московского высшего технического училища имени Н. Э. Баумана.
С июля 1925 года по ноябрь 1927 года — инструктор Организационно-распределительного отдела ЦК РКП(б) — ВКП(б).
С ноября 1927 года по июнь 1928 годла — 1-й заместитель заведующего Организационным отделом Северо-Кавказского краевого комитета ВКП(б).
С июня 1928 года по сентябрь 1930 года — ответственный секретарь Областного комитета ВКП(б) Северо-Осетинской автономной области.
С октября 1930 года по апрель 1933 года — учился в Аграрном институте Красной профессуры.
В сентябре 1933 года — заведующий Сектором оперативной информации Сельскохозяйственного отдела ЦК ВКП(б).
С сентября 1933 года по январь 1935 года — начальник Политического сектора машинно-тракторных станций Горьковского края.
С января 1935 года по июнь 1937 года — заместитель председателя Организационного Президиума ВЦИК по Калининской области — Исполнительного комитета Калининского областного Совета.
С июня по октябрь 1937 года — 1-й заместитель председателя Исполнительного комитета Калининского областного Совета.
В октябре 1937 года — председатель Орловской областной плановой комиссии.
27 октября 1937 года — арестован. Расстрелян 7 мая 1938 года.

## Публикации
- Питковский М. Некоторые недочеты работы профорганизаций // Большевик. 1925. № 13-14
- Питковский М. Вовлечение промышленных рабочих в профсоюзы // Большевик. 1926. № 23-24
- Питковский М. Ф. О работе городских советов // Большевик. 1927. № 15-16